# Olympische Sommerspiele 1968/Radsport
Bei den XIX. Olympischen Sommerspielen 1968 in Mexiko-Stadt fanden sieben Wettkämpfe im Radsport statt.

## Bahn
Die Bahnwettbewerbe wurden im Agustín Melgar Olympic Velodrome ausgetragen.

### Sprint
| Platz | Land | Athlet           |
| ----- | ---- | ---------------- |
| 1     | FRA  | Daniel Morelon   |
| 2     | ITA  | Giordano Turrini |
| 3     | FRA  | Pierre Trentin   |

19. Oktober

### 1000 m Zeitfahren
| Platz | Land | Athlet             | Zeit        |
| ----- | ---- | ------------------ | ----------- |
| 1     | FRA  | Pierre Trentin     | 1:03,91 min |
| 2     | DIN  | Niels Fredborg     | 1:04,61 min |
| 3     | POL  | Janusz Kierzkowski | 1:04,63 min |

17. Oktober 

Für Jan Kierzkowski gab es bei der Siegerehrung statt der polnischen, die italienische Flagge; möglicherweise hatte das Organisationskomitee übersehen, dass der Italiener Gianni Sartori von diesem Polen gerade zuvor auf Rang 4 verwiesen worden war. Jedenfalls war es die zweite unrichtige Fahne gewesen, nachdem schon am 16. Oktober bei derselben Zeremonie für den Frauen-Fünfkampf für Österreichs Liese Prokop die australische Fahne aufgezogen worden war.

### Tandem
| Platz | Land | Athleten                          |
| ----- | ---- | --------------------------------- |
| 1     | FRA  | Daniel Morelon / Pierre Trentin   |
| 2     | NED  | Jan Jansen / Leijn Loevesijn      |
| 3     | BEL  | Daniel Goens / Robert Van Lancker |

21. Oktober

### 4000 m Einerverfolgung
| Platz | Land | Athlet           |
| ----- | ---- | ---------------- |
| 1     | FRA  | Daniel Rebillard |
| 2     | DIN  | Mogens Frey      |
| 3     | SUI  | Xaver Kurmann    |

18. Oktober
33 Fahrer gingen bei der 4000-m-Einerverfolgung an den Start. Jiří Daler, der Olympiasieger von 1964 scheiterte als 13. bereits in der Qualifikation. Die Medaillen sicherten sich Daniel Rebillard, Mogens Frey und Xaver Kurmann. Der 19-jährige Sieger Rebillard belegt in der Qualifikation den dritten Platz, schaltete im Viertelfinale Rupert Kratzer und im Halbfinale den Australier John Bylsma aus und besiegte im Finale den Dänen Morgan Frey.

### 4000 m Mannschaftsverfolgung
| Platz | Land | Athleten                                                            |
| ----- | ---- | ------------------------------------------------------------------- |
| 1     | DIN  | Gunnar Asmussen Mogens Frey Per Lyngemark Reno Olsen Peder Pedersen |
| 2     | FRG  | Udo Hempel Karl-Heinz Henrichs Jürgen Kißner Karl Link              |
| 3     | ITA  | Lorenzo Bosisio Cipriano Chemello Giorgio Morbiato Luigi Roncaglia  |

21. Oktober
Der deutsche Vierer wurde im Finale disqualifiziert, weil der deutsche Fahrer Jürgen Kißner einen Mannschaftskollegen berührt hatte. Das wurde als „unerlaubtes Anschieben“ gewertet, weil der französische Text der seinerzeit gültigen Wettkampfbestimmungen zwischen schieben und anschieben nicht unterschied (franz. 'pousser'). Die italienische Mannschaft, der anstelle der deutschen die Silbermedaille übergeben werden sollte, weigerte sich zunächst aus Protest gegen diese Entscheidung der Jury, an der Siegerehrung teilzunehmen. 1969 beschloss die IOC-Exekutive, dem BDR-Vierer trotz Disqualifikation die Silbermedaillen auszuhändigen. Siehe auch: Eklat in Mexiko 1968

## Straße

### Straßenrennen (196,2 km)
| Platz | Land | Athlet              | Zeit         |
| ----- | ---- | ------------------- | ------------ |
| 1     | ITA  | Pierfranco Vianelli | 4:41:25,24 h |
| 2     | DIN  | Leif Mortensen      | 4:42:49,71 h |
| 3     | SWE  | Gösta Pettersson    | 4:43:15,24 h |

23. Oktober
Zum letzten olympischen Radsportwettbewerb waren 155 Fahrer aus 48 Ländern gestartet. 64 von ihnen erreichten das Ziel. Ein 24,525 Kilometer langer Rundkurs wurde insgesamt achtmal gefahren. Der Kurs war zum überwiegenden Teil bergig, mit wenigen steilen, aber dafür langgezogenen Steigungen.

### Mannschaftszeitfahren (101,908 km)
| Platz | Land | Athleten                                                                          | Zeit         |
| ----- | ---- | --------------------------------------------------------------------------------- | ------------ |
| 1     | NED  | Fedor den Hertog Jan Krekels René Pijnen Joop Zoetemelk                           | 2:07:49,06 h |
| 2     | SWE  | Fåglum-Brüder: Erik Pettersson Gösta Pettersson Tomas Pettersson Sture Pettersson | 2:09:26,60 h |
| 3     | ITA  | Giovanni Bramucci Vittorio Marcelli Mauro Simonetti Pierfranco Vianelli           | 2:10:18,74 h |

15. Oktober